# آنا آمندولا
آنا آمندولا (ایتالیایی: Anna Amendola؛ زادهٔ ۹ دسامبر ۱۹۲۷) بازیگر، مجری و تهیه‌کننده تلویزیونی اهل ایتالیا است.
از فیلم‌ها یا برنامه‌های تلویزیونی که وی در آن نقش داشته‌است، می‌توان به کن‌کن فرانسوی، ما، زنان و ناپلئون اشاره کرد.